# 와당

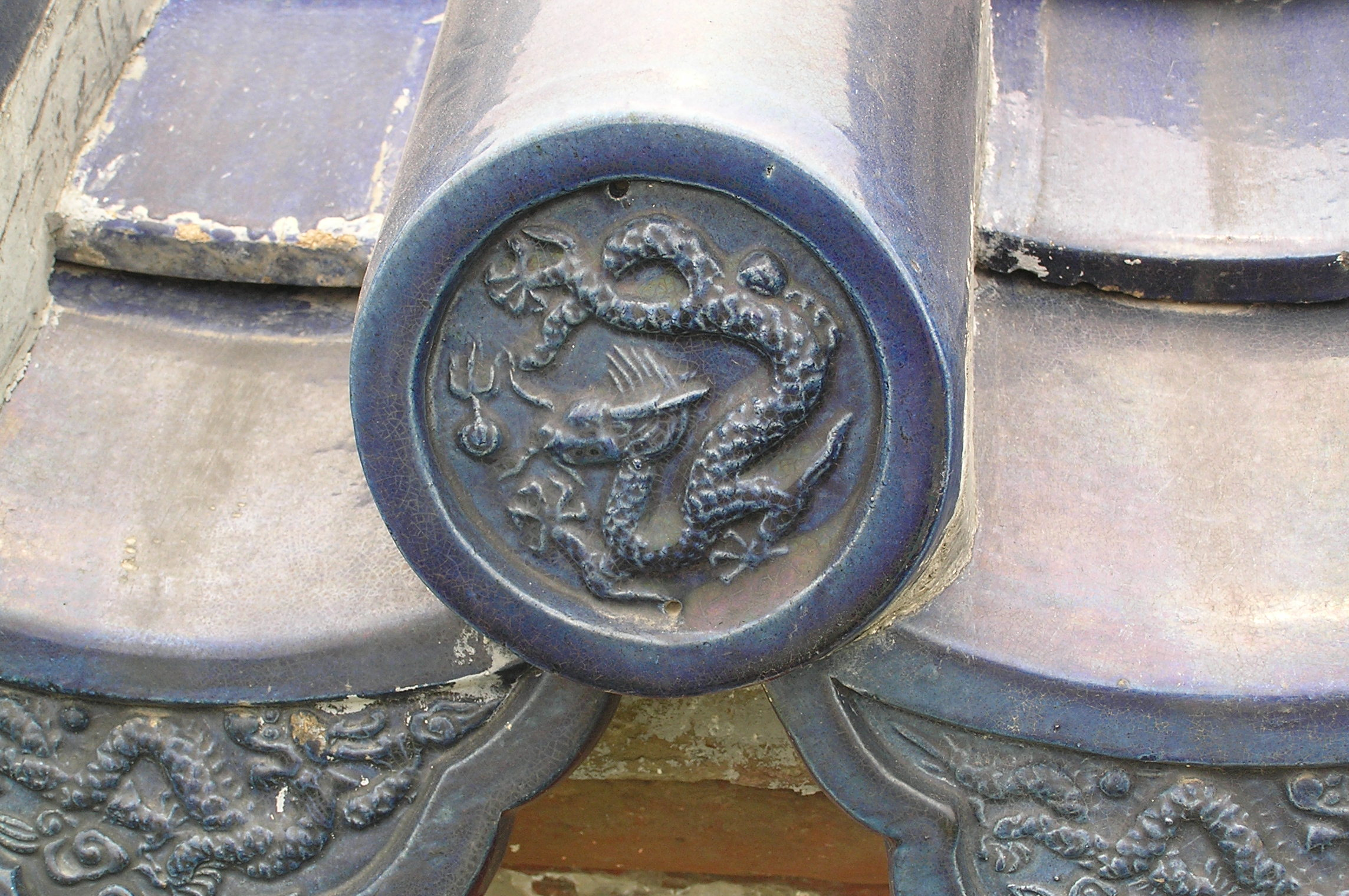

와당(瓦當)은 기와의 막새나 내림새 끝에 둥글게 모양을 낸 것이다.